# På røven i Nakskov
På røven i Nakskov var en dokumentarserie på TV 2 fra 2015 som omhandler livet i den danske købstad Nakskov på Lolland, hvor en række personer på kanten af samfundet, der kæmper med forskellige ting bliver fulgt i 1 år. Det blev sendt i seks afsnit fra 25. april til 4. juni 2015.
De medvirkende tæller førtidspensionisten Ib og hans søn Nicolai, hvis bolig er erklæret uegnet til beboelse, ægteparret Kenneth og Irene, hvor Kenneth kommer sig efter en rygskade men sætter forholdet på prøve, Rikke og hendes datter Angelica på 14 år, der netop har fået barn, som kommunen vil tvangsfjerne. Efter serien var blevet sendt blev der fulgt op på deltagernes videre liv i en aritkel på TV 2, og i 2016 vendte TV2 tilbage til området for at følge op på serien i fire nye programmer under titlen Stadig på røven?
Programmet skabte meget omtale af dets fremstilling af de medvirkende og Nakskov som helhed, og blev beskyldt for at stigmatisere området. Både lokale beboere, journalister og det socialdemoraktiske folketingsmedlem Kasper Roug var blandt kritikerne.
 Lige meget hvordan man vender og drejer det, så vil en ny programrække jo være med til endnu engang at stille Lolland-Falster i et ufatteligt dårligt lys. Jeg tror ikke helt, at produktionsselskabet i København har forstået, at de tager et helt område som gidsel i deres idealistiske kamp, og at det risikerer at smitte af på hele Region Sjælland, som i forvejen kæmper bravt for at skabe vækst og arbejdspladser.

 — Kasper Roug, MF
Ib, der var en af de medvirkende, var dog ikke enige i kritikken, han udtalte, at det var "Det er faktisk første gang, jeg ser, at underklassen får taletid i TV."
Som følge af seriens negative omtale og fremstilling af Lolland-Falster initierede en gruppe lokale borgere Lolland-Falster Lovestorm til at bringe positive og konstruktive historier om området.

## Personel
- Producent: Thomas Heurlin og Anne Eberhardt
- Fotograf: Henrik Bohn Ipsen og Lars Borking
- Klipper: Marie-Louise Bordinggaard, Yrsa Wedel og Casper Haugegaard
- Speak: Nis Bank-Mikkelsen
- Intromelodi: Spids Nøgenhats "Lolland Falster"